# Americonuphis magna
Americonuphis magna är en ringmaskart som först beskrevs av Andrews 1891.  Americonuphis magna ingår i släktet Americonuphis och familjen Onuphidae. Inga underarter finns listade i Catalogue of Life.